# Mauritische Fußballnationalmannschaft
Die mauritische Fußballnationalmannschaft repräsentiert im Fußball den selbständigen Staat der Insel Mauritius. Größter Erfolg von Mauritius bisher war die Teilnahme am Afrika-Cup 1974. Für eine Weltmeisterschaft konnte sich Mauritius bisher noch nie qualifizieren.

## Turniere

### Weltmeisterschaft
- 1930 bis 1970 – nicht teilgenommen
- 1974 – nicht qualifiziert
- 1978 bis 1982 – nicht teilgenommen
- 1986 – nicht qualifiziert
- 1990 – Teilnahmeverweigerung wegen Schulden bei der FIFA
- 1994 – nicht teilgenommen
- 1998 bis 2010 – nicht qualifiziert
- 2014 – zurückgezogen
- 2018 bis 2022 – nicht qualifiziert

### Afrikameisterschaft
- 1957 bis 1965 – nicht teilgenommen
- 1968 bis 1972 – nicht qualifiziert
- 1974 – Vorrunde
- 1978 bis 1986 – nicht qualifiziert
- 1988 – zurückgezogen
- 1990 – nicht qualifiziert
- 1992 – zurückgezogen
- 1994 bis 2012 – nicht qualifiziert
- 2013 – nicht teilgenommen
- 2015 bis 2025 – nicht qualifiziert

### Afrikanische Nationenmeisterschaft
- 2009 –  in der Qualifikation zurückgezogen
- 2011 –  nicht teilgenommen
- 2014 bis 2023 –  nicht qualifiziert

### Südafrikameisterschaft (COSAFA Cup)
- 1997: nicht teilgenommen
- 1998: nicht teilgenommen
- 1999: nicht teilgenommen
- 2000: nicht qualifiziert
- 2001: Viertelfinale
- 2002: nicht qualifiziert
- 2003: nicht qualifiziert
- 2004: Viertelfinale
- 2005: nicht qualifiziert
- 2006: nicht qualifiziert
- 2007: nicht qualifiziert
- 2008: Vorrunde
- 2009: Vorrunde
- 2010: nicht ausgetragen
- 2013: nicht qualifiziert
- 2015: Vorrunde
- 2016: Vorrunde
- 2017: Vorrunde
- 2018: Vorrunde
- 2019: Vorrunde
- 2020: Turnier wegen der COVID-19-Pandemie abgesagt
- 2021: nicht teilgenommen
- 2022: Vorrunde

### Indian Ocean Island Games
- 1985: Goldmedaille (unter Trainer Helmut Kosmehl)[2][3]

## Rekordspieler
Stand: 19. November 2024
Fettgesetzte Spieler sind noch aktiv.
| #  | Spieler                    | Spiele | Tore | Zeitraum  |
| -- | -------------------------- | ------ | ---- | --------- |
| 1  | Henri Speville             | 72     | 0    | 1995–2007 |
| 2  | Jimmy Cundasamy            | 069    | 04   | 1997–2014 |
| 3  | Jean-Gilbert Bayaram       | 64     | 01   | 1995–2008 |
| 4  | Kévin Jean-Louis           | 63     | 0    | 2015–0000 |
| 5  | Andy Sophie                | 57     | 11   | 2007–0000 |
| 6  | Daniel Imbert †            | 53     | 17   | 1972–1983 |
| 6  | Jean Emmanuel Rudy Vincent | 53     | 01   | 2015–0000 |
| 8  | Jean-Marc Ithier           | 50     | 11   | 1988–2003 |
| 8  | Christopher Perle          | 50     | 11   | 1995–2007 |
| 8  | Maminiaina Rasolofonirina  | 50     | 02   | 2015–0000 |
| 11 | Jerry Louis                | 49     | 04   | 1999–2011 |
| 12 | Pascal Damien Balisson     | 48     | 01   | 2015–0000 |
| 13 | Adel Langue                | 47     | 0    | 2015–     |
| 13 | Joseph Roel Eric Philogène | 47     | 03   | 1988–2001 |
| 15 | Kersley Hesman Appou       | 46     | 11   | 1993–2014 |
| 15 | Joseph Kevin Perticots     | 46     | 06   | 2015–0000 |

| # | Spieler                   | Tore | Spiele | Zeitraum  |
| - | ------------------------- | ---- | ------ | --------- |
| 1 | Daniel Imbert †           | 17   | 53     | 1972–1983 |
| 2 | Jean-Yves L’Enflé         | 15   | 29     | 1976–1984 |
| 3 | Regis Jean                | 13   | ?      | 1947–1956 |
| 3 | Roland Desvaux de Marigny | 13   | ?      | 1949–1955 |
| 5 | France Martin             | 12   | ?      | 1947–1950 |
| 5 | Doona Raman               | 12   | ?      | 1953–1957 |
| 7 | Kersley Hesman Appou      | 11   | 46     | 1993–2014 |
| 7 | Jean-Marc Ithier          | 11   | 50     | 1988–2003 |
| 7 | Ashley Steven Rex Nazira  | 11   | 34     | 2015–0000 |
| 7 | Christopher Perle         | 11   | 50     | 1995–2007 |
| 7 | Andy Sophie               | 11   | 57     | 2007–0000 |

## Trainer
- Helmut Kosmehl (1985–1986)
- Rudi Gutendorf (1993–1997)
- Patrick Parizon (2002–2003)
- Akbar Patel (2007)
- Marc Collat (2009)
- Akbar Patel (2009–2014)
- Didier Six (2015)
- Alain Happe (2015–2016)
- Joe Tshupula (2016–2017)
- Francisco Filho (2017–2018)
- Akbar Patel (2018–2019)
- Boualem Mankour (2020–2021)
- Tony François (2021–2023)
- Fidy Rasoanaivo (2023–2024)
- Guillaume Moullec (seit 2024)

## Länderspiele
- Liste der Länderspiele der mauritischen Fußballnationalmannschaft